# Сейсмограф

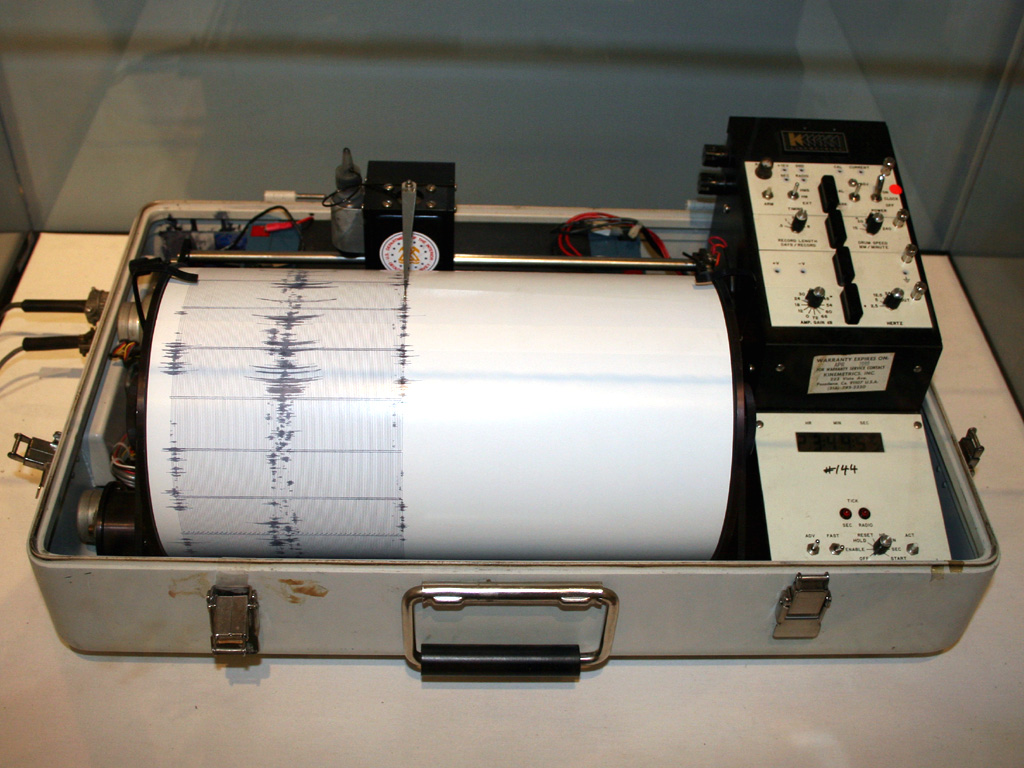
Барабанный сейсмограф

Сейсмо́граф (от др.-греч. σεισμός — землетрясение и др.-греч. γράφω — записывать) — средство измерения  и регистрации колебаний, создаваемых столкновениями подземных плит. Применяется в сейсмологии. Синонимы — сейсмоскоп, сейсмометр.

## История

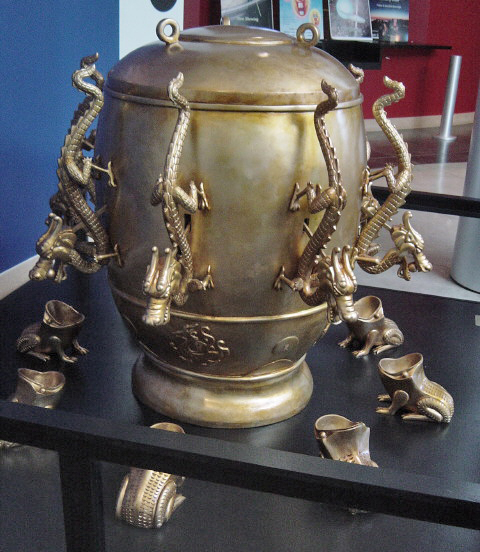
Сейсмоскоп Чжан Хэна

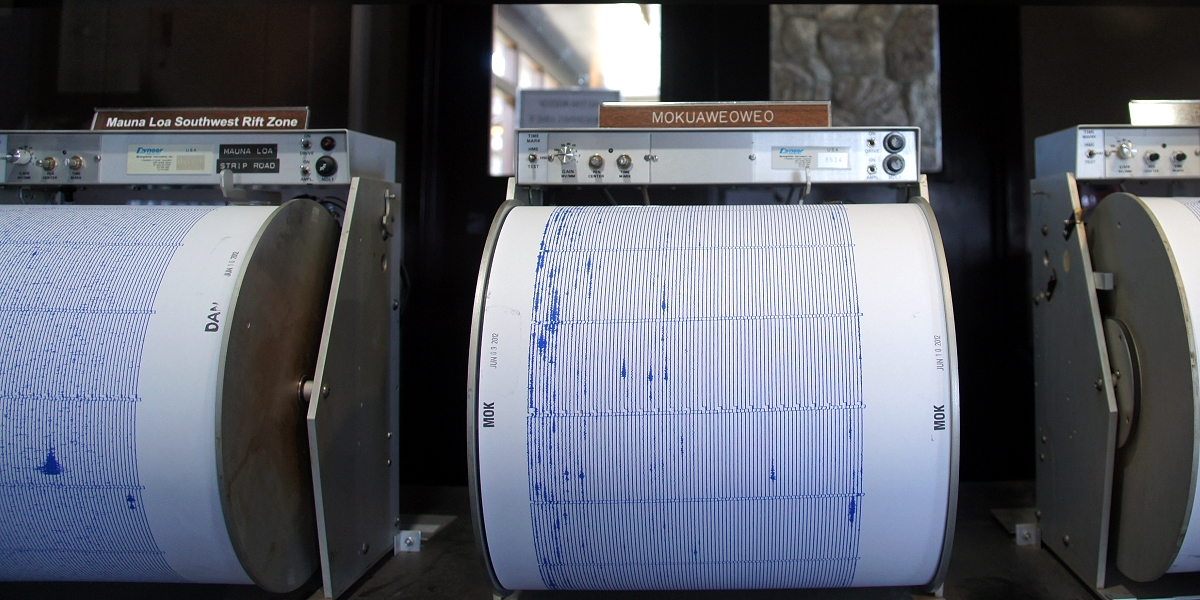
Сейсмометр на вулкане

Сейсмоскоп — указывает направление на эпицентр землетрясения. Был изобретён Чжан Хэном в 132 году в Китае.
В большинстве случаев сейсмограф имеет установленный на пружинной подвеске груз, который при землетрясении остаётся неподвижным, тогда как остальная часть прибора (корпус, опора) приходит в движение и смещается относительно груза. Одни сейсмографы чувствительны к горизонтальным движениям, другие — к вертикальным. Волны регистрируются пером на движущейся бумажной ленте. Существуют и электронные сейсмографы (без бумажной ленты) с записью в запоминающие устройства.

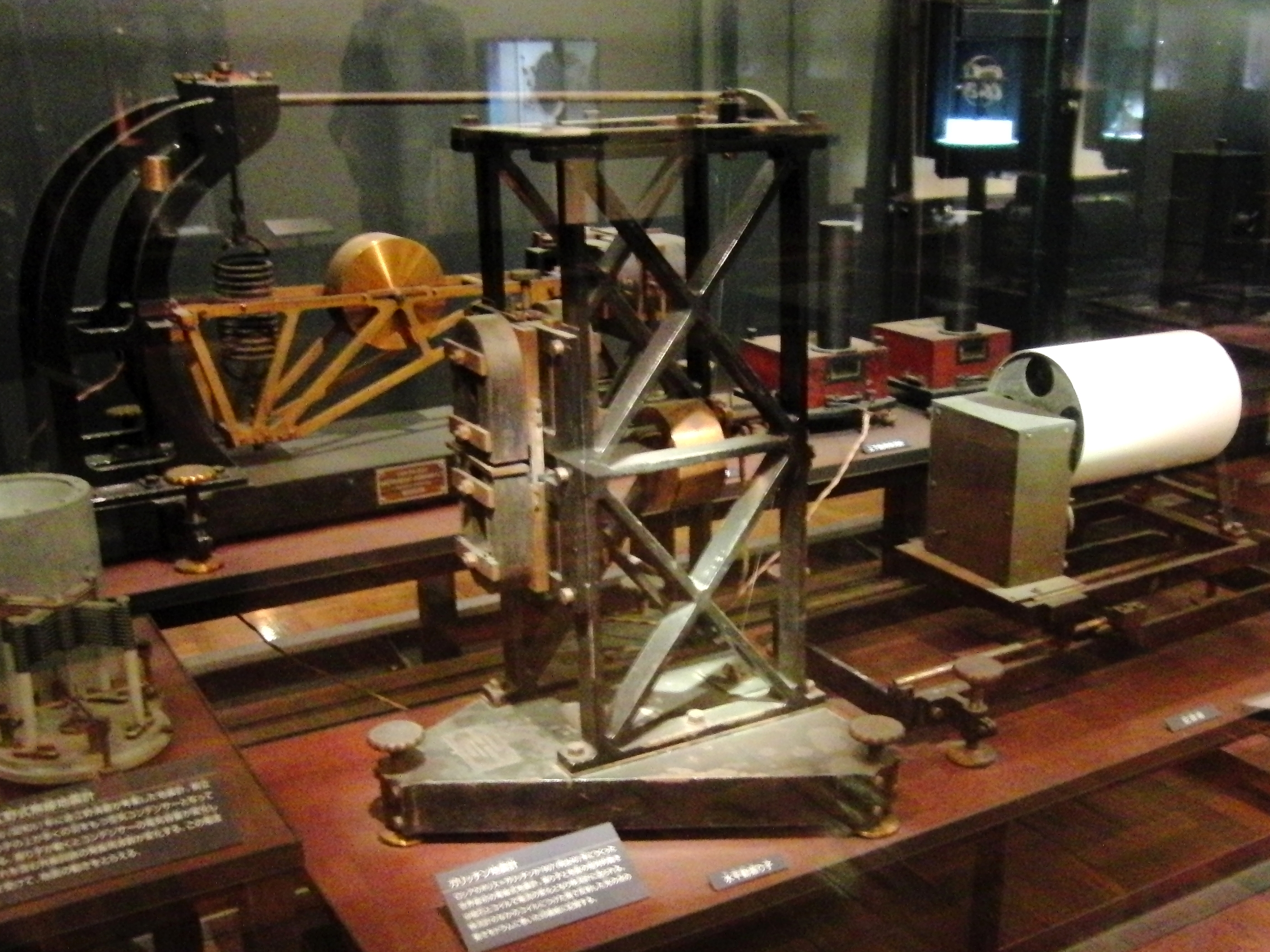
Сейсмограф Голицына в токийском музее

Первые сейсмографы были механическими. В них колебания корпуса относительно груза с помощью рычагов увеличивались и передавались на перо, оставлявшее следы на барабане с закопченной бумагой(первый удобный в обращении сейсмограф создал британский геолог Джон Милн, работавший в Японии в 1875–1895 годах). В 1906 году российский князь Борис Голицын изобрёл первый электромагнитный сейсмограф, основанный на явлении электромагнитной индукции. В таком сейсмографе к грузу прикреплена катушка индуктивности, которая при колебаниях корпуса перемещается относительно закреплённых на нём магнитов. При этом возникает электрический ток, колебания которого при помощи гальванометра с зеркальцем вместо стрелки записываются на фотобумагу.
В СССР в создании сейсмографов в 30–40-е годы большую роль сыграл Григорий Александрович Гамбурцев. В 1929 году Гамбурцев разработал конструкцию короткопериодного сейсмографа с гидравлическим увеличением и испытал его на геофизической станции Кацевели в Крыму. Он разработал теорию и конструкцию полевого микрофонного сейсмографа (модели СМ-1 — СМ-5)), новый тип электрического сейсмографа — термомикрофонный (донный), испытанный зимой 1933/34 на Байкале.
До недавнего времени в качестве чувствительных элементов сейсмографов в основном использовались механические или электромеханические устройства. Вполне естественно, что стоимость таких инструментов, содержащих элементы точной механики, является настолько высокой, что они практически недоступны для рядового исследователя, а сложность механической системы и, соответственно, требования к качеству её исполнения фактически означают невозможность изготовления подобных приборов в промышленных масштабах.
Бурное развитие микроэлектроники и квантовой оптики в настоящее время привело к появлению серьёзных конкурентов традиционным механическим сейсмографам в средне- и высокочастотной области спектра. Однако, такие устройства на основе микромашинной технологии, волоконной оптики или лазерной физики, обладают весьма неудовлетворительными характеристиками в области инфранизких частот (до нескольких десятков Гц), что является проблемой для сейсмологии (в частности, организации телесейсмических сетей).
Существует и принципиально иной подход к построению механической системы сейсмографа — замена твёрдой инерционной массы жидким электролитом. В таких устройствах внешний сейсмический сигнал вызывает поток рабочей жидкости, который, в свою очередь, преобразуется в электрический ток с помощью системы электродов. Чувствительные элементы подобного типа получили название молекулярно-электронных. Преимуществами сейсмографов с жидкой инерционной массой является низкая стоимость, продолжительный, порядка 15 лет, срок службы и отсутствие элементов точной механики, что резко упрощает их изготовление и эксплуатацию.

## Современные системы

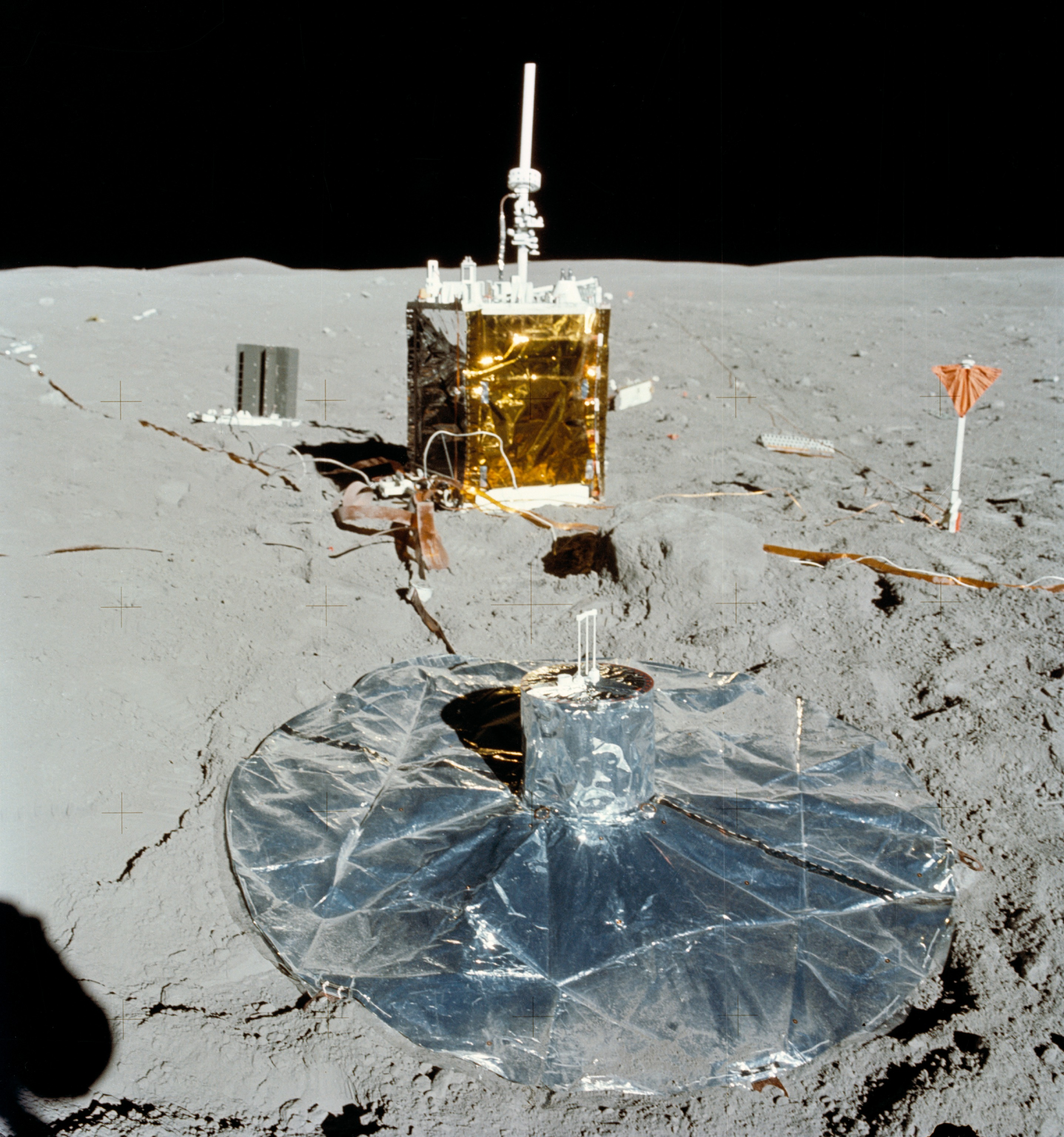
Сейсмометр на Луне

С появлением компьютеров и аналого-цифровых преобразователей функциональность сейсмоизмерительного оборудования резко повысилась. Появилась возможность одновременно фиксировать и анализировать в реальном времени сигналы с нескольких сейсмодатчиков, учитывать спектры сигналов. Это обеспечило принципиальный скачок в информативности сейсмоизмерений.